# Mirsk (gmina)

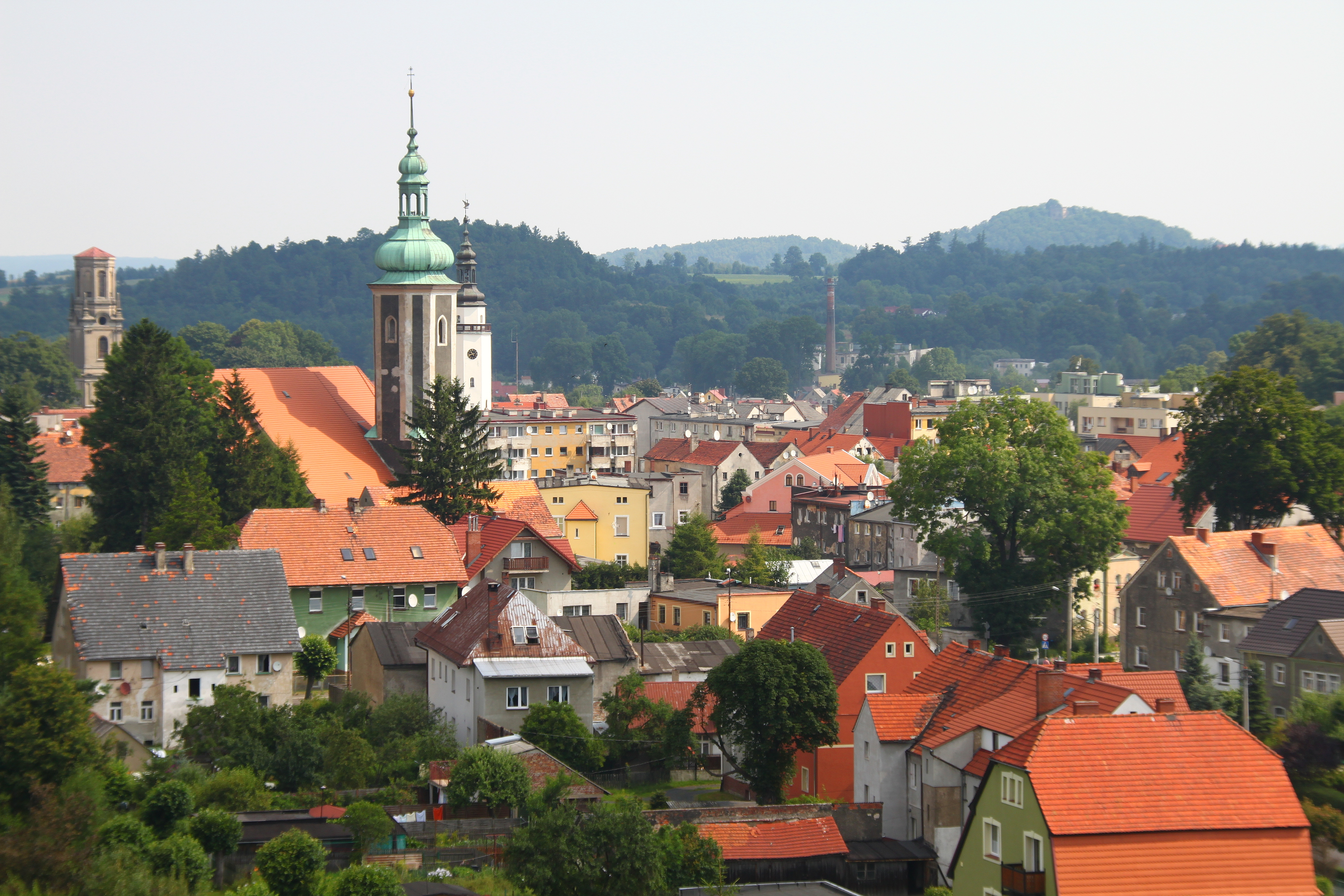
Panorama Mirska

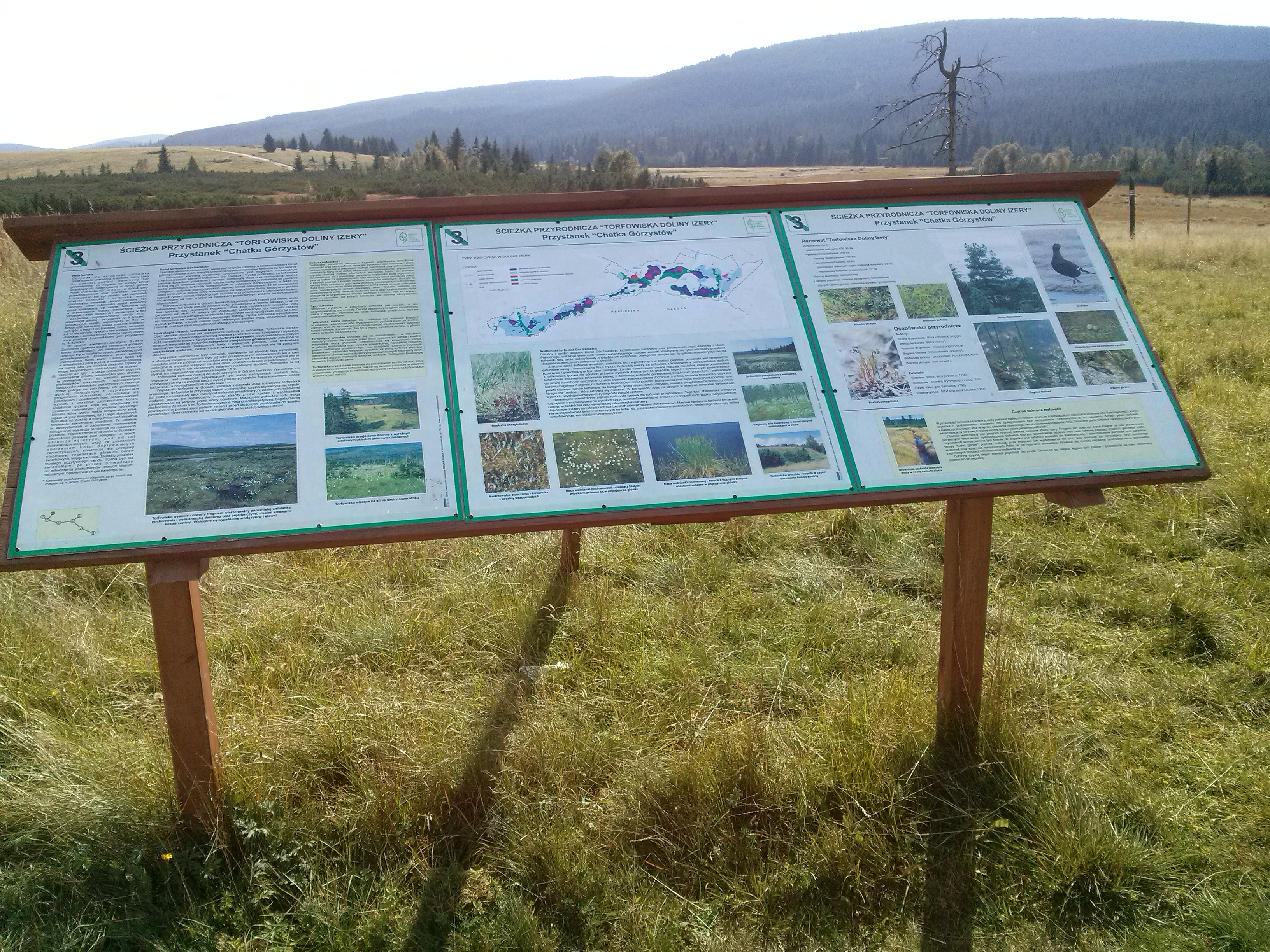
Tablica informacyjna „Torfowiska Doliny Izery”

Mirsk – gmina miejsko-wiejska w województwie dolnośląskim, w powiecie lwóweckim. Siedziba gminy to miasto Mirsk. 
W latach 1975–1998 gmina położona była w województwie jeleniogórskim. 15 stycznia 1976 do gminy Mirsk włączono sołectwa Karłowiec i Giebułtów z gminy Leśna.
Według danych z 30 czerwca 2004 gminę zamieszkiwały 9122 osoby. Natomiast według danych z 30 czerwca 2020 roku gminę zamieszkiwało 8496 osób.

## Dane statystyczne

### Struktura powierzchni
Według danych z roku 2002 gmina Mirsk ma obszar 186,57 km², w tym:
- użytki rolne: 37%
- użytki leśne: 55%

Gmina stanowi 26,28% powierzchni powiatu.

### Demografia
Dane z 30 czerwca 2004:
| Opis                              | Ogółem | Ogółem | Kobiety | Kobiety | Mężczyźni | Mężczyźni |
| --------------------------------- | ------ | ------ | ------- | ------- | --------- | --------- |
| Jednostka                         | osób   | %      | osób    | %       | osób      | %         |
| Populacja                         | 9179   | 100    | 4796    | 52,2    | 4383      | 47,8      |
| Gęstość zaludnienia [mieszk./km²] | 49,2   | 49,2   | 25,7    | 25,7    | 23,5      | 23,5      |

## Ochrona przyrody
Na obszarze gminy znajduje się część rezerwatu przyrody Torfowiska Doliny Izery – chroni on kompleks torfowisk typu wysokiego i przejściowego wraz z różnorodną fauną i florą występującą na tym obszarze.

## Miejscowości wchodzące w skład gminy
Miasto
1. Mirsk

Sołectwa:
1. Brzeziniec,
2. Gajówka,
3. Giebułtów z przysiółkami,
4. Gierczyn,
5. Grudza,
6. Kamień,
7. Karłowiec,
8. Kłopotnica,
9. Kotlina,
10. Krobica,
11. Kwieciszowice,
12. Mlądz,
13. Mroczkowice,
14. Orłowice,
15. Proszowa,
16. Przecznica,
17. Rębiszów.

## Sąsiednie jednostki samorządu terytorialnego
Sąsiednie gminy to:
- Gryfów Śląski,
- Leśna,
- Lubomierz,
- Stara Kamienica,
- Szklarska Poręba,
- Świeradów-Zdrój.

Na południu gmina sąsiaduje z Czechami.